# François Mocquard
François Mocquard (* 27. Oktober 1834 in Leffond, Département Haute-Saône; † 19. März 1917 ebenda) war ein französischer Zoologe und Herpetologe.

## Leben und Wirken
François Mocquard studierte Physik an der Universität Besançon mit dem Baccalauréat 1860 und den Licences in Physik (1862) und Mathematik (1865). Danach studierte er Medizin mit der Promotion 1873, wobei er zuvor im Deutsch-Französischen Krieg als Offizier (Aide-Majeur) diente. Mocquard unterrichtete dann bis 1877 am Collège Gérôme in Vesoul Physik und Naturwissenschaften, ging dann nach Paris an das Muséum national d’histoire naturelle in das Labor von Alphonse Milne-Edwards und studierte unter diesem Crustaceen. 
1879 erhielt er sein Diplom und promovierte 1884 in Paris an der Sorbonne (Faculté des sciences) mit der Dissertation Recherches anatomiques sur l'estomac des crustacés podophtalmaires über den Verdauungsapparat von Crustaceen. Er war ab 1884 Assistent von Léon Vaillant am Muséum national d’histoire naturelle in Paris, dem  Professor für Reptilien und Fische. Zu seinen Schülern dort zählte Fernand Angel (1881–1950). 1908 ging er in den Ruhestand, blieb aber weiter ehrenhalber wissenschaftlich am Museum aktiv.
Der französische Bauingenieur und Forschungsreisende Maurice Armand Chaper (1834–1896) bereiste von November 1890 bis Januar 1891 den Westen der Insel Borneo, die gesammelten Amphibien und Reptilien der Region Kalimantan wurden im Muséum national d’histoire naturelle von Mocquard ausgewertet. Mocquard bearbeitete auch Reptilien und Amphibien aus Mexiko, Zentralamerika, Tonkin, Kalifornien und Madagaskar. Er erstbeschrieb 61 Arten von Reptilien.

## Ehrungen
- Ritter der Ehrenlegion

## Schriften (Auswahl)
- zusammen mit Auguste Duméril und Marie Firmin Bocourt: Études sur les reptiles. Mission Scientifique au Mexique et dans l’Amérique Centrale. – Recherches zoologiques. Troisème Parite. – Ire Section. Études sur les reptiles. Paris 1870–1900: Imprimerie Imperiale.
- Recherches anatomiques sur l’estomac des crustacés podophtalmaires. In: Annales des Sciences Naturelles, Zoologie et Paléontologie. 6. Folge, Band 16, 1883, S. 1–311 (online).
- Sur un nouveau genre de Blenniidae voisin des Clinus (Acanthoclinus). In: Bulletin de la Société Philomáthique, 7. Folge, Band 10, 1885, S. 18–20 (online).
- Révision des Clinus de la collection du Museum. In: Bulletin de la Société Philomáthique. 8. Folge, Band 1, Nummer 1, 1888, S. 40–46 (online).
- Recherches sur la faune herpetologique des iles de Borneo et de Palawan. In: Nouvelles archives du Muséum d’histoire naturelle. 3. Folge, Band 2, 1890, S. 115–168 (online).
- Voyage de M. Chaper a Borneo. Nouvelle contribution a la faune herpétologique de Bornéo. In: Mémoires de la Société Zoologique de France. Band 5, 1892, S. 190–206 (online).
- Diagnoses de quelques reptiles nouveaux de Madagascar. In: Comptes Rendu Sommaire des Séances de la Societé Phitomathique de Paris, Band 9, 1894, S. 3–5.
- Notes herpétologiques. In: Bulletin du Muséum d’Histoire Naturelle. Band 3, Nummer 6, 1897, S. 211–217 (online).
- Contribution à la faune herpétologique de la Basse-Californie. In: Nouvelles archives du Muséum d’histoire naturelle. 4. Folge, Band 1, 1899, S. 297–343 (online)
- Description de quelques reptiles et d’un batracien nouveaux de la collection du Muséum. In: Bulletin du Muséum d’Histoire Naturelle,  Band 14, 1908, S. 259–262 (online).
- Synopsis des familles, genres et espèces des reptiles écailleux et des batraciens de Madagascar. Masson, Paris 1909 (online).